# Automatic for the People
Automatic for the People er det ottende studiealbum fra det amerikanske alternative rockband R.E.M.. Det blev udgivet af Warner Bros. Records i 1992, hvor det nåede #2 på de amerikanske albumhitlister og affødte seks singler, hvoraf flere er blandt bandets mest populære sange. Albummet har solgt over 18 millioner eksemplarer på verdensplan og bliver betragtet som et af de bedste albums, der blev udgivet i 1990'erne.

## Spor
Alle sange er skrevet af Bill Berry, Peter Buck, Mike Mills og Michael Stipe:
| Nr. | Titel                            | Længde |
| --- | -------------------------------- | ------ |
| 1.  | "Drive"                          | 4:31   |
| 2.  | "Try Not to Breathe"             | 3:50   |
| 3.  | "The Sidewinder Sleeps Tonite"   | 4:06   |
| 4.  | "Everybody Hurts"                | 5:17   |
| 5.  | "New Orleans Instrumental No. 1" | 2:13   |
| 6.  | "Sweetness Follows"              | 4:19   |
| 7.  | "Monty Got a Raw Deal"           | 3:17   |
| 8.  | "Ignoreland"                     | 4:24   |
| 9.  | "Star Me Kitten"                 | 3:15   |
| 10. | "Man on the Moon"                | 5:13   |
| 11. | "Nightswimming"                  | 4:16   |
| 12. | "Find the River"                 | 3:50   |